# Der Mönch mit der Peitsche
Der Mönch mit der Peitsche (en español: El monje con el látigo) es una película alemana policíaca de 1967 dirigida por Alfred Vohrer y protagonizada por Joachim Fuchsberger, Uschi Glas y Grit Boettcher. Es la 24.ª película alemana de novelas de Edgar Wallace.

## Argumento
Un día en el internado de la señora Foster una chica es asesinada. El arma homicida que se utilizó en el asesinato fue un nuevo gas inodoro que mata en segundos. Scotland Yard investiga el caso y el inspector Higgins y Sir John se topan por el camino con todo tipo de personajes sospechosos en el internado de chicas. Los profesores, el jardinero, un escritor que vive en la casa del jardín y a menudo sale de fiesta con las chicas del internado; cualquiera de ellos podría ser el asesino, pero también la próxima víctima del asesino de la chica.
Finalmente descubren que la chica Ann corre un riesgo especial ya que ella al mismo tiempo es el objetivo de una persona llamada “El monje del látigo”, que está envuelto en un hábito rojo y que mata a sus víctimas con una bola de plomo colocada en la cuerda de su látigo.

## Reparto
| Actor               | Personaje                |
| ------------------- | ------------------------ |
| Joachim Fuchsberger | Inspector Higgins        |
| Uschi Glas          | Ann Portland             |
| Grit Boettcher      | Betty Falks              |
| Konrad Georg        | Keyston                  |
| Harry Riebauer      | Mark Denver              |
| Tilly Lauenstein    | Harriet Foster           |
| Ilse Pagé           | Secretaria Sra. Marjorie |
| Siegfried Rauch     | Frank Keeney             |
| Claus Holm          | Glenn Powers             |
| Günter Meisner      | Greaves                  |

## Producción

### Desarrollo
En 1965, la producción de Rialto Der unheimliche Mönch, que fue también la última película policíaca alemana basada en novelas de Wallace en blanco y negro, fue un gran éxito de taquilla. Atrajo a más de 2,5 millones de visitantes a los cines de Alemania Occidental. Debido al éxito tanto en audiencia como en la crítica, Horst Wendlandt decidió producir otra película en la que un monje encapuchado empuña un látigo.

### Guion
De esa manera Harald G. Petersson recibió el encargo de escribir un guion basado en la novela de Wallace The Feathered Serpent (1927), que fue reescrita a principios de 1967 por el entonces autor habitual Herbert Reinecker alias Alex Berg. La reescribió de tal manera de que no quedara nada de la historia original de la novela. A partir de ella se Petersson hizo luego el guion.
Una vez terminado el guion, se llamó en su primera versión El hombre del látigo. Más tarde, en su segunda versión esa persona se convirtió rápidamente en monje.

### Preproducción
Finalmente, una vez preparado el guion, se hicieron los preparativos para hacer la obra cinematográfica. Al principio se pensó en Harald Leipnitz para que interpretase el papel del protagonista, pero, cuando se descubrió que Joachim Fuchsberger estaba disponible, se reclutó a él en su lugar. Para el papel de la protagonista se reclutó a Uschi Glas, que hizo así su primera aparición como protagonista en esta serie de películas, cosa que se decidió, ya que ya había adquirido antes fama en el mundo alemán de las películasn y que además fue posible, ya que estaba además vinculada a la Rialto a través de un correspondiente contrato con esa productora.

### Rodaje
Una vez preparado todo, se empezó con el rodaje inmediatamente después de que finalizase la producción de Die blaue Hand (1967), la cual duró del 26 de abril al 9 de junio de 1967. La película se filmó exclusivamente para ello en Berlín Occidental. Allí se rodó en un total de 8 lugares exteriores, mientras que los rodajes de estudio se realizaron en los estudios CCC. Finalmente, esta vez no hubo rodajes en Londres. Una vez terminado el filme, se estrenó el 11 de agosto de 1967 en la ciudad alemana de Múnich.

## Recepción
La película fue un éxito de taquilla. Más de 1,8 millones de personas visitaron en Alemania Occidental el cine para verla. También fue declarada más tarde como la mejor película en color de la serie de películas de Edgar Wallace.
Hoy en día el largometraje ha sido valorado en portales cinematográficos. En IMDb, por ejemplo, con aproximadamente 1100 votos registrados, la obra cinematográfica obtiene una media ponderada de 6,2 sobre 10. En cuanto a Rotten Tomatoes, los más de 50 votos registrados en ese portal le dieron una valoración media de 2,6 de 5. También cabe destacar al respecto, que en La Vanguardia el 63 % de los usuarios registrados en ese periódico le dan a la película una valoración positiva.